# Асфальтиты
Асфальтиты — твёрдые битумы с температурой плавления (размягчения) выше 100 °C. На 70—96% состоят из асфальтенов, имеют плотность 1—1,2 г/см3. Образуются при анаэробном окислении нефти и её дальнейшего изменения под воздействием растворенного в воде кислорода. Накапливаются пластами у выходов нефти. Применяются при производстве изоляционных покрытий и клея.
Асфальтиты делятся на 2 подкласса: гильсониты и грэемиты. Гильсониты (названы по фамилии их добытчика, Gilson) содержат больше водорода, потому легче (плотность 1—1,15 г/см3) и плавятся при меньшей температуре без особого разложения, имеют раковистый блестящий излом. Грэемиты (также названы по фамилии разрабатывавших их предпринимателей, Graham) тяжелее, более тугоплавкие, при плавлении вспучиваются; более хрупкие, излом неровный.